# Слатина (община Дебър)
Вижте пояснителната страница за други значения на Слатина.
Слатина (на албански: Sllatina или Sllatinë) е село в Албания, част от община Дебър, административна област Дебър.

## География
Селото е разположено в историко-географската област Долни Дебър по долината на Черни Дрин в западните склонове на Кораб.

## История
На Етнографската карта на Битолския вилает на Картографския институт в София от 1901 година Слатина е чисто албанско село в Долнодебърската каза на Дебърския санджак със 75 къщи.
След Балканската война в 1913 година селото попада в новосъздадена Албания.
До 2015 година селото е част от община Слова.